# Vasov Grad
Vasov Grad är ett berg i Nordmakedonien.   Det ligger i kommunen Kavadarci, i den södra delen av landet, 100 kilometer sydost om huvudstaden Skopje. Toppen på Vasov Grad är 1 408 meter över havet.